# Houdini (песня Дуа Липы)
«Houdini» — песня британской певицы Дуа Липы, выпущенная 10 ноября 2023 года лейблом Warner Records в качестве лид-сингла из готовящегося к выпуску третьего студийного альбома певицы.
«Houdini» получил положительные отзывы музыкальных критиков, которые отметили его звуковую эволюцию по сравнению с предыдущим альбомом Future Nostalgia (2020). В коммерческом плане сингл занял первое место в нескольких странах, включая Бельгию, Болгарию, Грецию, Россию и Словакию. Он достиг второго места в чарте UK Singles Chart и вошёл в топ-10 в разных странах, включая Канаду, Австралию, Ирландию, Германию, Швейцарию и Францию. В США песня заняла 11-е место в Billboard Hot 100 и возглавила чарт Dance/Electronic Songs.
Песня и клип получили множество наград, включая Top Dance/Electronic Song на 2024 Billboard Music Awards и Best Choreography на 2024 MTV Video Music Awards.

## История
Ранее в 2023 году Липа объявила о том, что её третий студийный альбом выйдет в 2024 году с новым звучанием, в котором она отходит от диско и больше ориентируется на психоделию 1970-х годов. После удаления всех своих сообщений в Instagram в октябре 2023 года Липа опубликовала фотографию себя с рыжими волосами, озаглавленную «Скучаешь по мне?». 27 октября она опубликовала фотографию ключа между зубами крупным планом, сопроводив её фразой «поймай меня или я уйду». В преддверии выхода песни Липа заменила обложки своих предыдущих альбомов на калейдоскопические версии на стриминговых сервисах.
Липа разместила тизер песни в своих социальных сетях 31 октября 2023 года, намекнув в сообщении на название песни. Переставленная комбинация цифр означает название «Houdini», по имени иллюзиониста Гарри Гудини, скончавшегося 31 октября 1926 года. Поклонники Липы также провели параллели с одноимённой песней (1982 года) британской певицы Кейт Буш, обложка альбома которой также отсылает к Гудини, представляя ключ в её рту.

## Отзывы
После выхода «Houdini» получила одобрение критиков. Хелен Браун из The Independent дала песне 5 из 5 звёзд, отметив, что, хотя «в тексте есть некоторая глупость, (…) поп-музыка — не место для педантизма, особенно когда речь идёт о певице, чей сингл „Levitating“, ставший хитом времён пандемии, заставил её смеяться в лицо гравитации», Риан Дейли из NME поставила песне 4 из 5 звёзд, написав, что «хотя она и меняет свою звуковую палитру, есть одна вещь, в которой Дуа неизменна — она дарит нам наполненные уверенностью бопы, которые помогают нам раскрыть лучшие версии себя, даже если всего на три минуты». Бетси Рид из The Guardian также поставила песне 4 звезды из 5, заявив, что «она яростно цепляет, но не отталкивает, и делает более убедительную работу по сочетанию своей любви к винтажным звукам с отточенным до бриллиантов написанием поп-песен, чем Future Nostalgia. Для Липы быть поп-звездой — это, безусловно, главное событие, и „Houdini“ не представляет никакой угрозы её господству».
В статье для журнала Clash Робин Мюррей отметил, что эта песня — «Дуа Липа делает то, что у неё получается лучше всего — сияющая, залитая солнцем поп-звезда, которая жаждет доминировать в огромных пространствах». Шаад Д’Суза из Pitchfork отметил, что песня «не изобретает колесо: Липа дразнит мужчину, доказывая, что он заслуживает её внимания, в режиме наглой и неуязвимой Future Nostalgia. Но продюсирование Кевина Паркера и Дэнни Л. Харле придаёт песне драйв и безумную искру, которой так не хватало клубным трекам Липы».

### Годовые итоговые списки
| Публикация    | Список                     | Ранг | Ссылка |
| ------------- | -------------------------- | ---- | ------ |
| NME           | The 50 Best Songs of 2023  | 31   | [ 20 ] |
| Rolling Stone | The 100 Best Songs of 2023 | 36   | [ 21 ] |
| USA Today     | Best Songs of 2023         | N/A  | [ 22 ] |

## Музыкальное видео
Клип на песню «Houdini» был снят режиссером Ману Коссу и выпущен вместе с песней. Действие клипа происходит в танцевальной студии, где рыжеволосая Липа исполняет хореографию с группой рыжеволосых мужчин-танцоров. По мнению Vogue, клип является отсылкой к клипу на песню «Hung Up» (2005) Мадонны. Музыкальное видео получило награду 2024 MTV Video Music Awards в категории Лучшая хореография.

## Участники записи
Данные титры адаптированы с YouTube.
- Дуа Липа — вокал, автор
- Кевин Паркер (Tame Impala) — бэк-вокал, автор, продюсирование, аранжировка, инжениринг, программирование, бас-гитара, барабаны, гитара, клавишные, перкуссия, звуковые эффекты
- Danny L Harle — бэк-вокал, автор, продюсирование, аранжировка, синтезатор, программирование ударных
- Кэролайн Эйлин — бэк-вокал, автор, продюсирование вокала
- Tobias Jesso Jr. — бэк-вокал, автор
- Камерон Гоуэр Пул — продюсирование вокала, инжиниринг
- Джош Гудвин — микширование
- Крис Герингер — мастеринг

## Чарты
| Чарт (2023—2024)                           | Высшая позиция |
| ------------------------------------------ | -------------- |
| Аргентина (Argentina Hot 100)              | 59             |
| Австралия (ARIA)                           | 7              |
| Австрия (Ö3 Austria Top 40)                | 14             |
| Бельгия/Фландрия (Ultratop 50)             | 1              |
| Бельгия/Валлония (Ultratop 50)             | 1              |
| Болгария (PROPHON)                         | 1              |
| Канада (Billboard Canadian Hot 100)        | 5              |
| Канада (Billboard AC)                      | 4              |
| Канада (Billboard CHR/Top 40)              | 2              |
| Канада (Billboard Hot AC)                  | 2              |
| СНГ (TopHit)                               | 1              |
| Колумбия (Monitor Latino)                  | 1              |
| Хорватия (HRT)                             | 1              |
| Чехия (Rádio — Top 100)                    | 1              |
| Чехия (Singles Digitál Top 100)            | 32             |
| Дания (Tracklisten)                        | 17             |
| Финляндия (Suomen virallinen lista)        | 31             |
| Франция (SNEP)                             | 7              |
| Германия (GfK)                             | 9              |
| Мир (Billboard Global 200)                 | 3              |
| Греция (IFPI)                              | 1              |
| Венгрия (Dance Top 40)                     | 8              |
| Венгрия (Rádiós Top 40)                    | 5              |
| Венгрия (Single Top 40)                    | 9              |
| Ирландия (IRMA)                            | 6              |
| Италия (FIMI)                              | 17             |
| Латвия Latvia Airplay (LAIPA)              | 1              |
| Нидерланды (Dutch Top 40)                  | 2              |
| Нидерланды (Single Top 100)                | 8              |
| Новая Зеландия (Recorded Music NZ)         | 13             |
| Норвегия (VG-lista)                        | 11             |
| Польша (Polish Airplay Top 100)            | 1              |
| Португалия (AFP)                           | 13             |
| Румыния (Romanian Radio Airplay)           | 6              |
| Румыния (Romania TV Airplay)               | 12             |
| Россия (TopHit)                            | 1              |
| Польша (Airplay, TopHit)                   | 1              |
| Словакия (Rádio — Top 100)                 | 1              |
| Словакия (Singles Digitál Top 100)         | 9              |
| Испания (PROMUSICAE)                       | 24             |
| Швеция (Sverigetopplistan)                 | 13             |
| Швейцария (Schweizer Hitparade)            | 3              |
| Украина (TopHit)                           | 16             |
| Великобритания (OCC UK Singles)            | 2              |
| США (Billboard Hot 100)                    | 11             |
| США (Billboard Adult Contemporary)         | 14             |
| США (Billboard Adult Pop Airplay)          | 5              |
| США (Billboard Hot Dance/Electronic Songs) | 1              |
| США (Billboard Pop Airplay)                | 6              |
| США (Billboard Rhythmic)                   | 34             |

## Сертификации
| Регион                                                                      | Сертификация  | Продажи |
| --------------------------------------------------------------------------- | ------------- | ------- |
| Австралия (ARIA)                                                            | 2× Платиновый | 140 000 |
| Австрия (IFPI Austria)                                                      | Золотой       | 15 000  |
| Бельгия (BEA)                                                               | Платиновый    | 40 000  |
| Канада (Music Canada)                                                       | 3× Платиновый | 240 000 |
| Дания (IFPI Danmark)                                                        | Золотой       | 45 000  |
| Франция (SNEP)                                                              | Бриллиантовый | 333 333 |
| Германия (BVMI)                                                             | Золотой       | 300 000 |
| Италия (FIMI)                                                               | Платиновый    | 100 000 |
| Новая Зеландия (RMNZ)                                                       | Платиновый    | 30 000  |
| Польша (ZPAV)                                                               | 3× Платиновый | 150 000 |
| Португалия (AFP)                                                            | Платиновый    | 10 000  |
| Испания (PROMUSICAE)                                                        | Платиновый    | 60 000  |
| Швейцария (IFPI Switzerland)                                                | Платиновый    | 30 000  |
| Великобритания (BPI)                                                        | Платиновый    | 600 000 |
| Данные о продажах + прослушиваниях приведены только на основе сертификации. |               |         |

### Комментарии
1. ↑  Для Rolling Stone Липа рассказала, что начала работать над «Houdini» после того, как услышала фрагмент трека, который создавал Кевин Паркер, в ноябре 2022 года. Они отшлифовали и доработали песню в январе 2023 года[1].